# Eugen Klöpfer
Eugen Klöpfer, nato Eugen Gottlob Klöpfer (Talheim, 10 marzo 1886 – Wiesbaden, 3 marzo 1950), è stato un attore tedesco.

## Filmografia
- Nostalgia (Sehnsucht), regia di Friedrich Wilhelm Murnau (1921)
- Wally (Die Geierwally), regia di Ewald André Dupont (1921)
- La terra che brucia (Der Brennede Acker), regia di Friedrich Wilhelm Murnau (1922)
- Boris Godunoff (Der falsche Dimitri), regia di Hans Steinhoff (1922)
- La strada (Die Straße), regia di Karl Grune (1923)
- L'espulsione (Die Austreibung), regia di Friedrich Wilhelm Murnau (1923)
- Götz von Berlichingen zubenannt mit der eisernen Hand, regia di Hubert Moest (1925)
- Komödianten, regia di Karl Grune (1925)
- La danzatrice di corda (Katharina Knie), regia di Karl Grune (1929)
- Le cortigiane del Re Sole (Liselotte von der Pfalz), regia di Carl Froelich (1935)
- La grande colpa (Ich war Jack Mortimer), regia di Carl Froelich (1935)
- Giovinezza (Jugend), regia di Veit Harlan (1938)
- Süss l'ebreo (Jud Süß), regia di Veit Harlan (1940)
- La città d'oro (Die goldene Stadt), regia di Veit Harlan (1942)
- Die Zaubergeige, regia di Herbert Maisch (1944)